# Kaunerberg
Kaunerberg – gmina w Austrii, w kraju związkowym Tyrol, w powiecie Landeck. Według danych Austriackiego Urzędu Statystycznego liczyła 425 mieszkańców (1 stycznia 2015).